# Nüst (Hünfeld)
Nüst ist ein Stadtteil von Hünfeld im osthessischen Landkreis Fulda. 

## Geographie
Der Stadtteil Nüst liegt an den nördlichen Ausläufern der Rhön und gehört zum Biosphärenreservat Rhön. Der Hauptort Hünfeld grenzt im Norden an Nüst und wird nur durch die Landesstraße 3176 von ihm getrennt. Die Nüst mündet hier von rechts in die Haune. Die Bundesstraße 27 und die Bundesstraße 84 führen im Westen, getrennt durch die Bahnstrecke Bebra–Fulda, am Ort vorbei.

## Geschichte

### Ortsgeschichte
Die älteste bekannte schriftliche Erwähnung von Nüst erfolgte im Jahr 1093.
Die katholische Kirche wurde 1956 neu erbaut. Die 1972 geschlossene Schule wird heute als Bürgerhaus genutzt.
Zum 31. Dezember 1971 wurde die bis dahin selbständige Gemeinde Nüst im Zuge der Gebietsreform in Hessen auf freiwilliger Basis in die Stadt Hünfeld eingemeindet.
Für Nüst wurde, wie für die übrigen bei der Gebietsreform nach Hünfeld eingegliederten Gemeinden, ein Ortsbezirk gebildet.

### Verwaltungsgeschichte im Überblick
Die folgende Liste zeigt die Staaten und Verwaltungseinheiten, denen Nüst angehört(e):
- vor 1803: Heiliges Römisches Reich, Hochstift Fulda, Amt/Oberamt Mackenzell
- 1803–1806: Heiliges Römisches Reich, Fürstentum Nassau-Oranien-Fulda, Fürstentum Fulda, Amt Hünfeld
- 1806–1810: Kaiserreich Frankreich, Fürstentum Fulda (Militärverwaltung)
- 1810–1813: Großherzogtum Frankfurt, Departement Fulda, Distrikt Hünfeld
- ab 1816: Kurfürstentum Hessen, Großherzogtum Fulda, Amt Hünfeld
- ab 1821/22: Kurfürstentum Hessen, Provinz Fulda, Kreis Hünfeld[8][Anm. 2]
- ab 1848: Kurfürstentum Hessen, Bezirk Fulda
- ab 1851: Kurfürstentum Hessen, Provinz Fulda, Kreis Hünfeld
- ab 1867: Königreich Preußen, Provinz Hessen-Nassau, Regierungsbezirk Kassel, Kreis Hünfeld
- ab 1871: Deutsches Reich, Königreich Preußen, Provinz Hessen-Nassau, Regierungsbezirk Kassel, Kreis Hünfeld
- ab 1918: Deutsches Reich, Freistaat Preußen, Provinz Hessen-Nassau, Regierungsbezirk Kassel, Kreis Hünfeld
- ab 1944: Deutsches Reich, Freistaat Preußen, Provinz Kurhessen, Landkreis Hünfeld
- ab 1945: Amerikanische Besatzungszone, Groß-Hessen, Regierungsbezirk Kassel, Landkreis Hünfeld
- ab 1946: Amerikanische Besatzungszone, Hessen, Regierungsbezirk Kassel, Landkreis Hünfeld
- ab 1949: Bundesrepublik Deutschland, Hessen, Regierungsbezirk Kassel, Landkreis Hünfeld
- ab 1972: Bundesrepublik Deutschland, Hessen, Regierungsbezirk Kassel, Landkreis Fulda, Stadt Hünfeld[Anm. 3]

## Bevölkerung

### Einwohnerstruktur 2011
Nach den Erhebungen des Zensus 2011 lebten am Stichtag, dem 9. Mai 2011, in Nüst 342 Einwohner. Nach dem Lebensalter waren 42 Einwohner unter 18 Jahren, 129 zwischen 18 und 49, 93 zwischen 50 und 64 und 81 Einwohner waren älter. Die Einwohner lebten in 144 Haushalten. Davon waren 39 Singlehaushalte, 48 Paare ohne Kinder und 45 Paare mit Kindern, sowie 9 Alleinerziehende und 3 Wohngemeinschaften. In 39 Haushalten lebten ausschließlich Senioren und in 87 Haushaltungen lebten keine Senioren.

### Einwohnerentwicklung
- 1812: 21 Feuerstellen, 194 Seelen[1]

| Nüst: Einwohnerzahlen von 1812 bis 2015 | Nüst: Einwohnerzahlen von 1812 bis 2015 | Nüst: Einwohnerzahlen von 1812 bis 2015 | Nüst: Einwohnerzahlen von 1812 bis 2015 | Nüst: Einwohnerzahlen von 1812 bis 2015 |
| --- | --------------------------------------- | --------------------------------------- | --------------------------------------- | --------------------------------------- |
| Jahr |                                         |                                         |                                         | Einwohner                               |
| 1812 | 1812                                    |                                         | 194                                     | 194                                     |
| 1834 | 1834                                    |                                         | 174                                     | 174                                     |
| 1840 | 1840                                    |                                         | 184                                     | 184                                     |
| 1846 | 1846                                    |                                         | 198                                     | 198                                     |
| 1852 | 1852                                    |                                         | 184                                     | 184                                     |
| 1858 | 1858                                    |                                         | 189                                     | 189                                     |
| 1864 | 1864                                    |                                         | 232                                     | 232                                     |
| 1871 | 1871                                    |                                         | 193                                     | 193                                     |
| 1875 | 1875                                    |                                         | 197                                     | 197                                     |
| 1885 | 1885                                    |                                         | 179                                     | 179                                     |
| 1895 | 1895                                    |                                         | 205                                     | 205                                     |
| 1905 | 1905                                    |                                         | 241                                     | 241                                     |
| 1910 | 1910                                    |                                         | 227                                     | 227                                     |
| 1925 | 1925                                    |                                         | 219                                     | 219                                     |
| 1939 | 1939                                    |                                         | 258                                     | 258                                     |
| 1946 | 1946                                    |                                         | 408                                     | 408                                     |
| 1950 | 1950                                    |                                         | 453                                     | 453                                     |
| 1956 | 1956                                    |                                         | 415                                     | 415                                     |
| 1961 | 1961                                    |                                         | 397                                     | 397                                     |
| 1967 | 1967                                    |                                         | 454                                     | 454                                     |
| 1970 | 1970                                    |                                         | 469                                     | 469                                     |
| 1980 | 1980                                    |                                         | ?                                       | ?                                       |
| 1990 | 1990                                    |                                         | ?                                       | ?                                       |
| 2000 | 2000                                    |                                         | ?                                       | ?                                       |
| 2011 | 2011                                    |                                         | 342                                     | 342                                     |
| 2015 | 2015                                    |                                         | 346                                     | 346                                     |
| Datenquelle: Historisches Gemeindeverzeichnis für Hessen: Die Bevölkerung der Gemeinden 1834 bis 1967. Wiesbaden: Hessisches Statistisches Landesamt, 1968. Weitere Quellen: LAGIS; Stadt Hünfeld; Zensus 2011 |                                         |                                         |                                         |                                         |

### Historische Religionszugehörigkeit
| • 1885: | 25 evangelische (= 13,97 %), 154 katholische (= 86,03 %) Einwohner |
| • 1961: | 64 evangelische (= 16,12 %), 333 katholische (= 83,88 %) Einwohner |

## Politik
Für Nüst besteht ein Ortsbezirk (Gebiete der ehemaligen Gemeinde Nüst) mit Ortsbeirat und Ortsvorsteher nach der Hessischen Gemeindeordnung. Der Ortsbeirat besteht aus sieben Mitgliedern. Bei den Kommunalwahlen in Hessen 2021 betrug die Wahlbeteiligung zum Ortsbeirat 64,48 %. Alle Kandidaten gehören der CDU an. Der Ortsbeirat wählte Tobias Olbrich zum Ortsvorsteher.

## Kultur
In Nüst findet alle drei Jahre ein Karnevalsumzug statt. In den anderen zwei Jahren findet der Umzug jeweils in einem Jahr in Mackenzell und im anderen Jahr in Rückers statt.

## Vereine
In Nüst gibt es sieben Vereine:
- Frauengemeinschaft Nüst
- Freiwillige Feuerwehr Nüst
- Gesangverein Nüst
- Heimat- und Kulturverein Nüst
- Kirmes und Karneval Verein Nüst e.V.
- Mädchen- und Frauengymnastik Nüst
- Seniorenförderkreis Nüst

## Verkehr
Den öffentlichen Personennahverkehr stellt die Lokale Nahverkehrsgesellschaft Fulda mit den Buslinien 74 und 85 sicher.